# Gabriella (traghetto)
Il Gabriella è un traghetto di proprietà della compagnia di navigazione finlandese Viking Line.

## Servizio
Varato il 23 gennaio 1991 nel cantiere navale croato Brodogradiliste Industrija "Split" di Spalato con il nome di Frans Suell e consegnato il 4 maggio 1992 alla EuroWay, prende servizio a partire dal 17 maggio successivo nei collegamenti tra Malmö, Travemünde e Lubecca e successivamente anche per Copenaghen.
A marzo 1994 viene noleggiato alla Silja Line e ribattezzato Silja Scandinavia, prendendo servizio il 31 marzo sulla Stoccolma-Mariehamn-Turku.
Il 6 ottobre 1995, durante la navigazione verso Stoccolma, un problema all'elica di dritta causò un'improvvisa virata al traghetto, che costrinse l'equipaggio a gettare l'ancora nell'arcipelago delle Åland.
Il 18 novembre 1996 viene ceduto alla Viking Line, continuando ad operare per la Silja Line fino al 3 aprile 1997.
Il 4 aprile 1997 viene trasferito a Vuosaari ed il 9 aprile viene ribattezzato Gabriella.
Il 17 aprile 1997 prende servizio per Viking Line nei collegamenti tra Helsinki, Mariehamn, Stoccolma e talvolta Turku.
Il 23 gennaio 2004 entra in collisione con il traghetto  Ehrensvärd durante le manovre nel porto di Helsinki.
Dal 5 al 27 maggio 2008 subisce intensi lavori di manutenzione nel cantiere navale di Landskrona.
Il 14 gennaio 2011 entra in collisione con la banchina del porto di Mariehamn a causa di un'avaria ai motori, danneggiando le controcarene di poppa.
Dal 15 maggio al 7 giugno 2013 viene sottoposto a lavori di manutenzione a Naantali.
Il 13 luglio 2018 scoppia un incendio nel garage del traghetto, che viene prontamente domato dall'equipaggio.
Il 19 marzo 2020 viene disarmato ad Helsinki a causa del calo del traffico per il COVID-19.
Dal 1 aprile al 18 giugno 2020 opera per il trasporto delle merci tra Tallin ed Helsinki.
Il 7 luglio 2021 c'è stato un piccolo blackout a bordo, prontamente risolto dell'equipaggio.
Il 12 gennaio 2022, poco dopo la partenza da Helsinki, entra in collisione con la banchina a causa di un guasto tecnico.
Attualmente opera nei collegamenti tra Helsinki, Stoccolma e Mariehamn, che alterna a minicrociere nel Mar Baltico e sostituzioni di altri traghetti della flotta.

## Navi gemelle
- Mega Victoria (ex Amorella)
- Nordic Crown
- Isabelle X